# Mohammed Rahim Khan II
Мohammed Rahim Khan II, ou Mouhammad Rahim (1845-1910) est un khan du khanat de Khiva de la dynastie ouzbèke des Koungrates. Il règne de 1864 à 1910.

## Biographie
Il monte sur le trône en 1864 à la mort de son père Saïd Mohammed Khan.
C'est un monarque éduqué: il avait étudié dans sa jeunesse à la madrassa Arab Mohammed Khan de Khiva et avait bénéficié entre autres des leçons de l'historien Agakhi.
Il confirme les liens diplomatiques du khanat avec l'Empire russe, l'Empire ottoman, la Perse et l'Afghanistan. Cependant les tensions augmentent avec l'Empire russe au milieu du siècle à cause de l'expansion impériale russe en Asie centrale, notamment dans les steppes kazakhes. Cela a pour effet également l'expansion du commerce et l'augmentation du nombre de caravanes commerçant entre les villes du sud de l'Empire et des territoires nouvellement acquis du Turkestan russe, ainsi que des petits khanats et émirats indépendants. Cet afflux de marchandises provoque aussi la convoitise des mercenaires à la solde du khanat de Khiva qui attaquent régulièrement les caravanes de produits russes. Le prétexte est donc trouvé pour une confrontation, d'autant plus que les Britanniques s'intéressent de plus près à la région (ils ont dépêché des envoyés diplomatiques depuis les années 1840), dans le cadre du Grand Jeu.

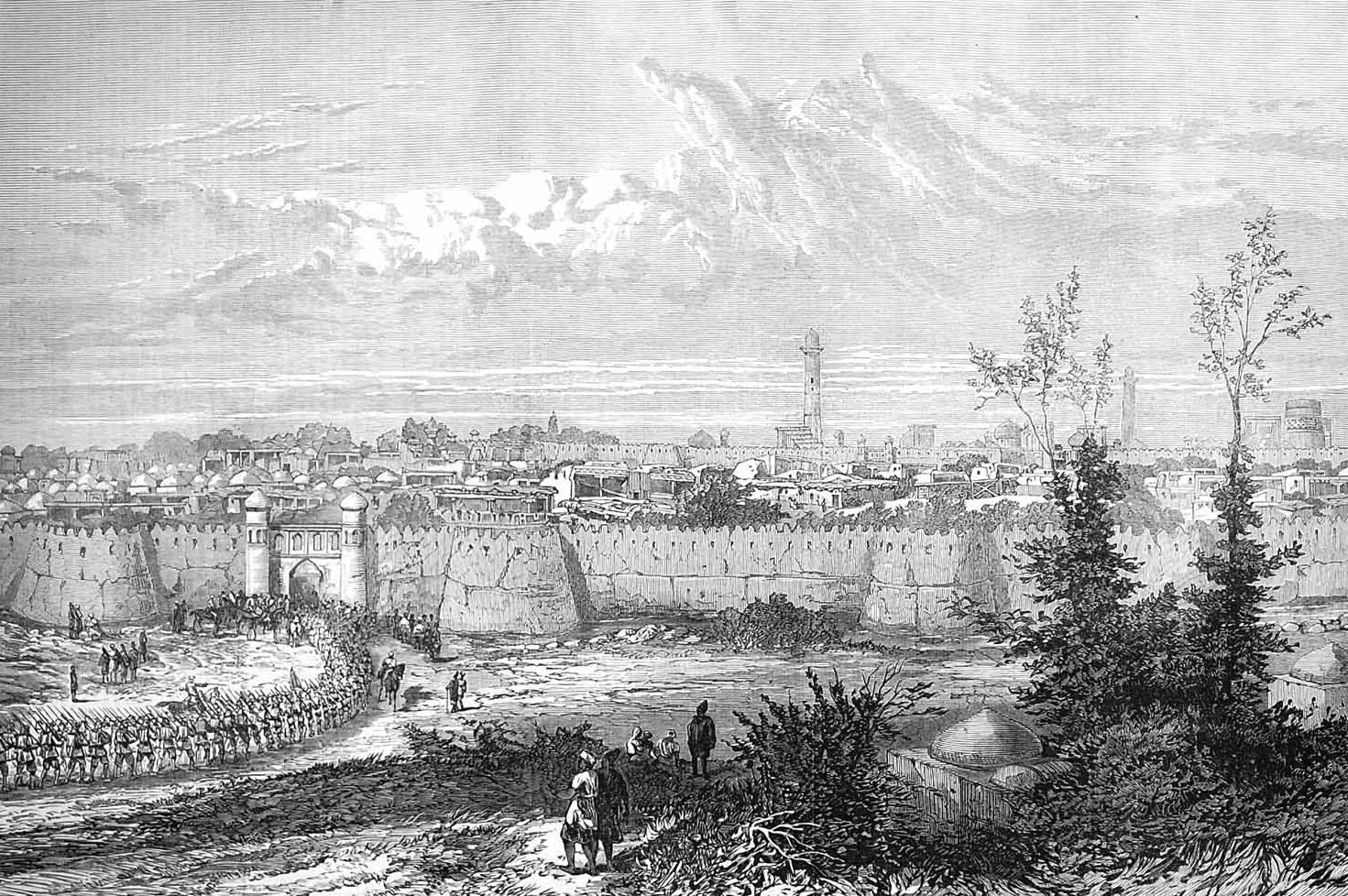
Les troupes russes entrent dans Khiva.

L'expédition militaire russe du printemps 1873 est dirigée par le général von Kaufmann, gouverneur-général du Turkestan, avec douze à treize mille hommes partis fin février début mars 1873 de leurs régiments d'Orenbourg, de Tachkent, de Krasnovodsk et de Manguychlak. Ils ont avec eux cinquante-six canons, quatre mille six-cents chevaux et vingt mille chameaux. Après des combats devant Khiva les 27 et 28 mai, la ville tombe le 29 mai et le khan Mohammed Rahim II capitule. Le traité de paix est signé le 12 août 1873 au village de Guendeman où se trouvait la résidence d'été du khan. Le khanat devient protectorat russe et il perd ses terres de la rive droite de l'Amou-Daria au profit de l'Empire russe. L'esclavage est immédiatement aboli.
C'est donc le dernier khan indépendant du Khorezm avant 1873. Après la signature du protectorat, Il est nommé général-lieutenant de l'armée russe en 1896 et général de cavalerie en 1904. Nicolas II lui octroie en 1902 le privilège de porter le prédicat d'« altesse sérénissime ».

## Rayonnement culturel

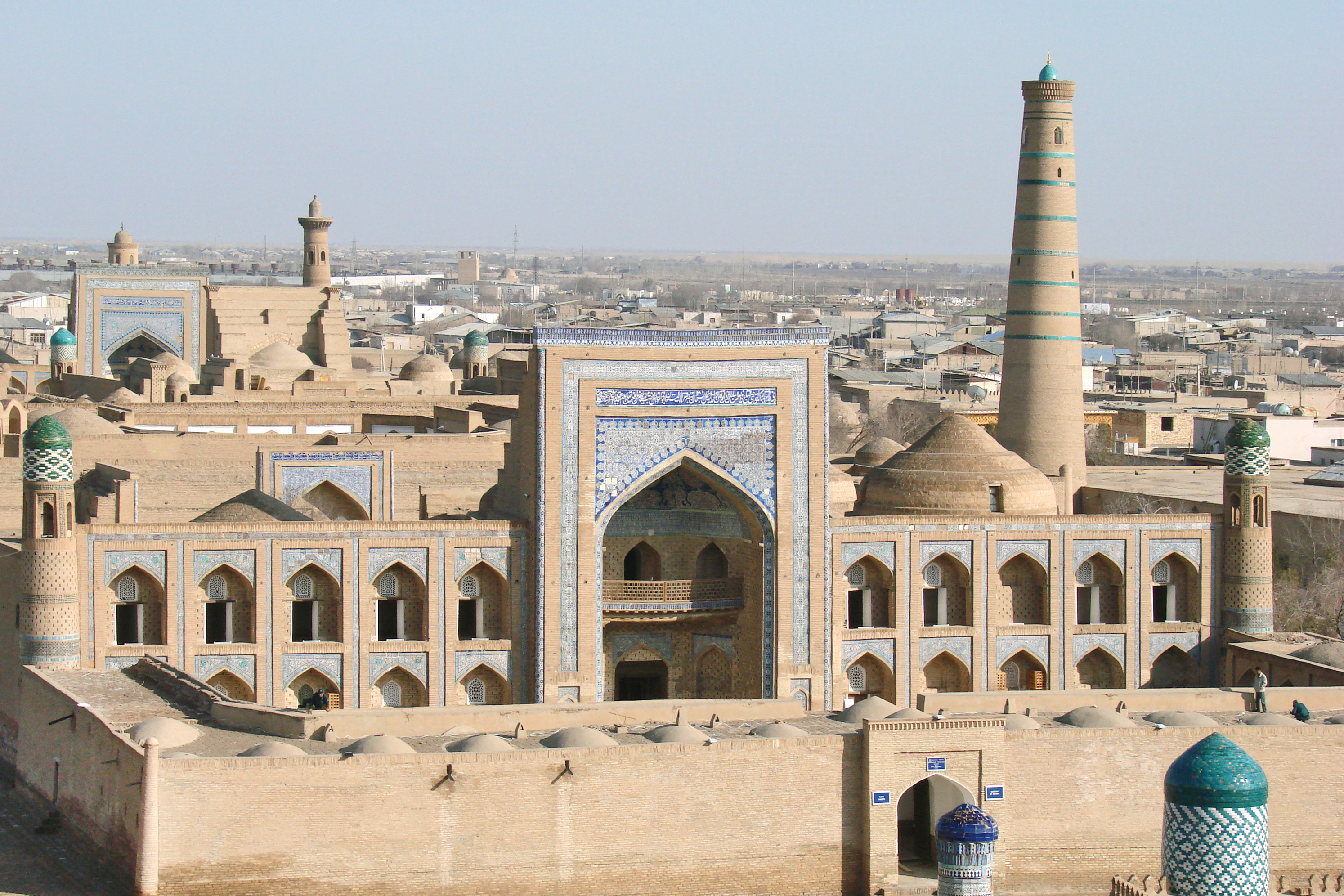
Vue de la médersa Mohammed Rahim Khan à Khiva.

Mohammed Rahim est un monarque cultivé, poète et compositeur à ses heures. Il compose des poèmes sous le nom de plume de Ferouz. Il commande des traductions en langue ouzbèke de nombre d'ouvrages littéraires et scientifiques. Son règne voit la construction à Khiva de nouvelles madrassas et mosquées. L'une des madrassas est construite sur sa cassette personnelle et reçoit son nom en son honneur. Le chroniqueur de la cour, Agakhi, écrit une histoire du Khorezm jusqu'à l'année 1872. Kamil Khorezmi (1825-1899), compositeur, calligraphe et peintre, vivait sous son règne.
Mohammed Rahim patronne aussi une imprimerie qui est dirigée par Atadjan Abdalov.
À sa mort en 1910, son fils Asfandiar Khan lui succède.

## Décorations[2]
- Ordre de Sainte-Anne de 1re classe avec brillants (1883)
- Ordre de l'Aigle blanc (1891)
- Ordre de Saint-Alexandre-Nevski (1900)
- Portrait de l'empereur Nicolas II avec brillants (1905)
- Plaque de brillants de l'Ordre de Saint-Alexandre-Nevski (1907)
- Ordre de Saint-Vladimir de 1re classe (1908)